# Stazione di Geel
La stazione di Geel (neerlandese: station Geel) è una stazione ferroviaria situata a Geel, provincia di Anversa, in Belgio.